# Bicazu Ardelean
Bicazu Ardelean é uma comuna romena localizada no distrito de Neamţ, na região de Moldávia. A comuna possui uma área de 111.70 km² e sua população era de 4126 habitantes segundo o censo de 2007.